# Мэнни и Ло
«Мэнни и Ло» — комедийно-драматический фильм 1996 года режиссера Лизы Крюгер со Скарлетт Йоханссон, Алексой Палладино и Мэри Кей Плейс в главных ролях.

## Синопсис
Две сестры, 11-летняя Аманда (по прозвищу Мэнни) и 16-летняя Лорел (по прозвищу Ло), убегают из нескольких приемных семей, ночуя где только могут, в том числе в образцовых домах. Но когда Ло забеременела, они оба обнаружили, что не могут справиться с этим кризисом самостоятельно. Поскольку больше некуда было обратиться, они решили похитить Элейн, продавщицу магазина детских товаров.

## В ролях
- Скарлетт Йоханссон — Мэнни
- Алекса Палладино — Ло
- Мэри Кей Плейс —  Элейн
- Лиза Кэмпион — продавец круглосуточного магазина
- Гленн Фицджеральд —  Джоуи
- Новелла Нельсон —  Джорджина
- Энджи Филлипс — Конни
- Кэмерон Бойд — Чак
- Пол Гилфойл — владелец загородного дома
- Тони Арно — шериф

## Оценки
Рейтинг «Мэнни и Ло» на Rotten Tomatoes составляет 59 %, основываясь на 22 отзывах.